# Bob ai X Giochi olimpici invernali - Bob a quattro maschile
La gara di bob a quattro maschile ai X Giochi olimpici invernali si è disputata il 16 febbraio sull'Alpe d'Huez.
La 3ª manche e la 4ª manche furono annullate per problemi di tenuta della pista.

## Atleti iscritti
| America (12)                                     | America (12)                                 | America (12)                             |
| ------------------------------------------------ | -------------------------------------------- | ---------------------------------------- |
| - Canada (4)                                     | - Stati Uniti (8)                            |                                          |
| Europa (64)                                      |                                              |                                          |
| - Austria (8) - Francia (8) - Germania Ovest (8) | - Italia (8) - Regno Unito (8) - Romania (4) | - Spagna (8) - Svezia (4) - Svizzera (8) |

## Risultati
| Pos. | Nazione           | Atleti                                                                  | Manche1 | Manche2 | Totale  | Distacco |
| ---- | ----------------- | ----------------------------------------------------------------------- | ------- | ------- | ------- | -------- |
|      | Italia I          | Eugenio Monti Luciano De Paolis Roberto Zandonella Mario Armano         | 1:09.84 | 1:07.55 | 2:17.39 |          |
|      | Austria I         | Erwin Thaler Reinhold Durnthaler Herbert Gruber Josef Eder              | 1:10.08 | 1:07.40 | 2:17.48 | +0.09    |
|      | Svizzera I        | Jean Wicki Hans Candrian Willi Hofmann Walter Graf                      | 1:10.65 | 1:07.39 | 2:18.04 | +0.65    |
| 4    | Romania I         | Ion Panțuru Petre Hristovici Gheorghe Maftei Nicolae Neagoe             | 1:10.59 | 1:07.55 | 2:18.14 | +0.75    |
| 5    | Germania Ovest I  | Horst Floth Willi Schäfer Frank Lange Pepi Bader                        | 1:10.49 | 1:07.84 | 2:18.33 | +0.94    |
| 6    | Italia II         | Gianfranco Gaspari Giuseppe Rescigno Andrea Clemente Leonardo Cavallini | 1:10.24 | 1:08.12 | 2:18.36 | +0.97    |
| 7    | Francia I         | Francis Luiggi André Patey Gérard Monrazel Maurice Grether              | 1:10.65 | 1:08.19 | 2:18.84 | +1.45    |
| 8    | Gran Bretagna I   | Anthony James Nash Guy Renwick Robin Widdows Robert Thomas Dixon        | 1:10.45 | 1:08.39 | 2:18.84 | +1.45    |
| 9    | Germania Ovest II | Wolfgang Zimmerer Stefan Gaisreiter Hans Baumann Peter Utzschneider     | 1:11.12 | 1:08.35 | 2:19.47 | +2.08    |
| 10   | Stati Uniti II    | Boris Said, Jr. David Dunn Robert Crowley Phil Duprey                   | 1:11.08 | 1:08.48 | 2:19.56 | +2.17    |
| 11   | Francia II        | Bertrand Croset Claude Roussel Louis Courtois Henri Sirvain             | 1:11.11 | 1:08.61 | 2:19.72 | +2.33    |
| 12   | Svizzera II       | René Stadler Hansruedi Müller Robert Zimmermann Ernst Schmidt           | 1:11.02 | 1:08.81 | 2:19.83 | +2.44    |
| 13   | Austria II        | Manfred Hofer Hans Ritzl Fritz Dinkhauser Karl Pichler                  | 1:10.90 | 1:09.12 | 2:20.02 | +2.63    |
| 14   | Gran Bretagna II  | John Blockey John Brown Tim Thorn Mike Freeman                          | 1:11.52 | 1:08.67 | 2:20.19 | +2.80    |
| 15   | Stati Uniti I     | Bill Hickey Howard Clifton Michael Luce Paul Savage                     | 1:11.45 | 1:08.92 | 2:20.37 | +2.98    |
| 16   | Svezia I          | Rolf Höglund Hans Hallén Sven Martinsson Börje Hedblom                  | 1:12.20 | 1:09.90 | 2:22.10 | +4.71    |
| 17   | Canada I          | Purvis McDougall Bob Storey Michael Young Andrew Faulds                 | 1:12.61 | 1:10.21 | 2:22.82 | +5.43    |
| 18   | Spagna II         | Víctor Palomo Maximiliano Jones José Clot Eugenio Baturone              | 1:12.86 | 1:10.32 | 2:23.18 | +5.79    |
| 19   | Spagna I          | Guillermo Rosal Néstor Alonso José Manuel Pérez Antonio Marín           | 1:12.90 | 1:11.42 | 2:24.32 | +6.93    |